# Liste der FFH-Gebiete in Andalusien

Flagge von Andalusien

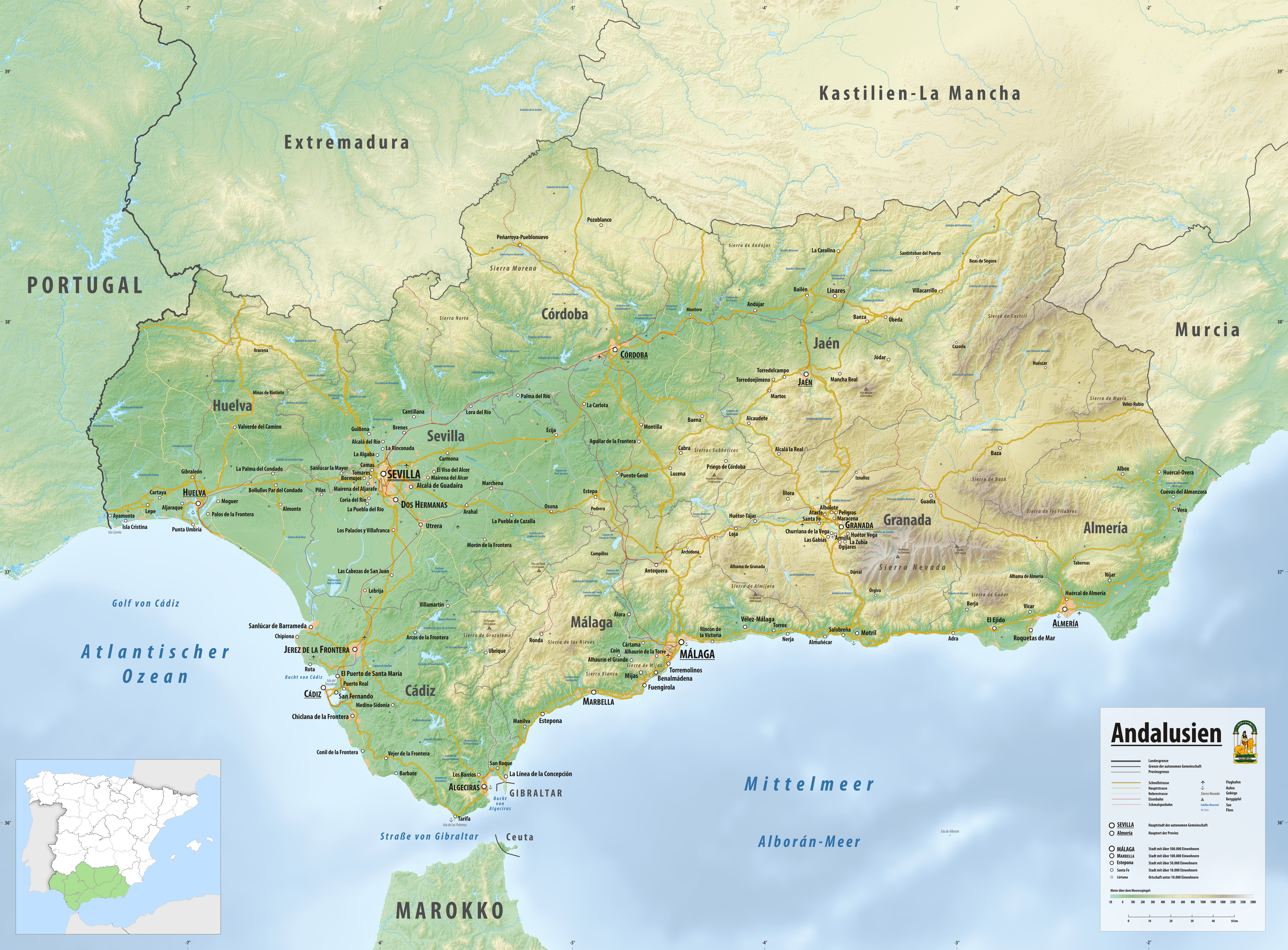
Karte von Andalusien

Diese sortierbare Liste führt die Fauna-Flora-Habitat-Gebiete in der zu Spanien gehörenden autonomen Gemeinschaft Andalusien. Die Gebiete gehören zum europäischen Schutzgebietsnetz Natura 2000.

## Hinweise zu den Angaben in der Tabelle
- Gebietsname: Amtliche Bezeichnung des Schutzgebiets
- Bild/Commons: Bild und Link zu weiteren Bildern aus dem Schutzgebiet
- WDPA-ID: Link zum Schutzgebiet in der World Database on Protected Areas
- EEA-ID: Link zum Schutzgebiet in der Datenbank der European Environment Agency (EEA)
- Lage: Geografischer Standort
- Fläche: Gesamtfläche des Schutzgebiets in Hektar
- Bemerkungen: Besonderheiten und Anmerkungen

Bis auf die Spalte Lage sind alle Spalten sortierbar.

## Tabelle
| Gebietsname                                                | Bild/Commons | WDPA-ID | EEA-ID    | Lage | Fläche ha | Bemerkungen |
| ---------------------------------------------------------- | ------------ | ------- | --------- | ---- | --------- | ----------- |
| Doñana                                                     |              |         | ES0000024 | ⊙    | 128.267,9 |             |
| Marismas del Odiel                                         |              |         | ES0000025 | ⊙    | 6.618,1   |             |
| Complejo Endorreico de Espera                              |              |         | ES0000026 | ⊙    | 519,1     |             |
| Laguna de Medina                                           |              |         | ES0000027 | ⊙    | 351,1     |             |
| Complejo Endorreico de Chiclana                            |              |         | ES0000028 | ⊙    | 782,3     |             |
| Complejo Endorreico del Puerto de Santa María              |              |         | ES0000029 | ⊙    | 255,0     |             |
| Complejo Endorreico de Puerto Real                         |              |         | ES0000030 | ⊙    | 887,8     |             |
| Sierra de Grazalema                                        |              |         | ES0000031 | ⊙    | 53.411,3  |             |
| Torcal de Antequera                                        |              |         | ES0000032 | ⊙    | 2.182,1   |             |
| Laguna de Fuente de Piedra                                 |              |         | ES0000033 | ⊙    | 8.667,4   |             |
| Lagunas del Sur de Córdoba                                 |              |         | ES0000034 | ⊙    | 1.501,8   |             |
| Sierras de Cazorla, Segura y Las Villas                    |              |         | ES0000035 | ⊙    | 209.929,9 |             |
| Sierra Alhamilla                                           |              |         | ES0000045 | ⊙    | 8.099,8   |             |
| Cabo de Gata-Níjar                                         |              |         | ES0000046 | ⊙    | 49.512,2  |             |
| Desierto de Tabernas                                       |              |         | ES0000047 | ⊙    | 11.448,5  |             |
| Punta Entinas-Sabinar                                      |              |         | ES0000048 | ⊙    | 1.971,7   |             |
| Los Alcornocales                                           |              |         | ES0000049 | ⊙    | 173.619,5 |             |
| Sierra de Hornachuelos                                     |              |         | ES0000050 | ⊙    | 60.031,0  |             |
| Sierra de Aracena y Picos de Aroche                        |              |         | ES0000051 | ⊙    | 186.795,5 |             |
| Sierra Pelada y Rivera del Aserrador                       |              |         | ES0000052 | ⊙    | 12.234,4  |             |
| Sierra Norte de Sevilla                                    |              |         | ES0000053 | ⊙    | 177.476,3 |             |
| Bahía de Cádiz                                             |              |         | ES0000140 | ⊙    | 10.522,1  |             |
| Des Canutells a Llucalari                                  |              |         | ES0000337 | ⊙    | 19.177,3  |             |
| Albufera de Adra                                           |              |         | ES6110001 | ⊙    | 131,4     |             |
| Karst en Yesos de Sorbas                                   |              |         | ES6110002 | ⊙    | 2.317,8   |             |
| Sierra Maria - Los Vélez                                   |              |         | ES6110003 | ⊙    | 22.589,4  |             |
| Sierra del Oso                                             |              |         | ES6110004 | ⊙    | 12.175,6  |             |
| Sierra de Cabrera-Bédar                                    |              |         | ES6110005 | ⊙    | 33.705,8  |             |
| Ramblas de Gérgal, Tabernas y Sur de Sierra Alhamilla      |              |         | ES6110006 | ⊙    | 22.845,3  |             |
| La Serrata de Cabo de Gata                                 |              |         | ES6110007 | ⊙    | 638,0     |             |
| Sierras de Gádor y Enix                                    |              |         | ES6110008 | ⊙    | 50.343,8  |             |
| Fondos Marinos de Punta Entinas-Sabinar                    |              |         | ES6110009 | ⊙    | 3.959,2   |             |
| Fondos Marinos Levante Almeriense                          |              |         | ES6110010 | ⊙    | 10.692,2  |             |
| Sierra del Alto de Almagro                                 |              |         | ES6110011 | ⊙    | 6.357,5   |             |
| Sierras Almagrera, de Los Pinos y El Aguilón               |              |         | ES6110012 | ⊙    | 5.993,8   |             |
| Calares de Sierra de Los Filabres                          |              |         | ES6110013 | ⊙    | 6.615,8   |             |
| Artos de El Ejido                                          |              |         | ES6110014 | ⊙    | 189,4     |             |
| Alborán                                                    |              |         | ES6110015 | ⊙    | 26.375,4  |             |
| Rambla de Arejos                                           |              |         | ES6110016 | ⊙    | 4,4       |             |
| Río Antas                                                  |              |         | ES6110017 | ⊙    | 51,0      |             |
| Río Adra                                                   |              |         | ES6110018 | ⊙    | 288,2     |             |
| Arrecifes de Roquetas de Mar                               |              |         | ES6110019 | ⊙    | 208,2     |             |
| Islote de San Andrés                                       |              |         | ES6110020 | ⊙    | 41,8      |             |
| Cola del Embalse de Arcos                                  |              |         | ES6120001 | ⊙    | 154,3     |             |
| Cola del Embalse de Bornos                                 |              |         | ES6120002 | ⊙    | 817,2     |             |
| Estuario del Río Guadiaro                                  |              |         | ES6120003 | ⊙    | 35,1      |             |
| Marismas del Río Palmones                                  |              |         | ES6120006 | ⊙    | 113,1     |             |
| La Breña y Marismas del Barbate                            |              |         | ES6120008 | ⊙    | 5.076,8   |             |
| Fondos Marinos de Bahía de Cádiz                           |              |         | ES6120009 | ⊙    | 7.035,4   |             |
| Laguna de Los Tollos                                       |              |         | ES6120011 | ⊙    | 100,5     |             |
| Sierra Líjar                                               |              |         | ES6120013 | ⊙    | 7.346,0   |             |
| Laguna de Las Canteras y El Tejón                          |              |         | ES6120014 | ⊙    | 194,5     |             |
| Acebuchales de La Campiña Sur de Cádiz                     |              |         | ES6120015 | ⊙    | 26.488,4  |             |
| Punta de Trafalgar                                         |              |         | ES6120017 | ⊙    | 665,4     |             |
| Pinar de Roche                                             |              |         | ES6120018 | ⊙    | 728,0     |             |
| Río Salado de Conil                                        |              |         | ES6120019 | ⊙    | 211,5     |             |
| Túnel III de Bornos                                        |              |         | ES6120020 | ⊙    | 106,4     |             |
| Río Guadalete                                              |              |         | ES6120021 | ⊙    | 710,3     |             |
| Búnker del Tufillo                                         |              |         | ES6120022 | ⊙    | 0,1       |             |
| Corrales de Rota                                           |              |         | ES6120023 | ⊙    | 59,1      |             |
| Cueva del Búho                                             |              |         | ES6120024 | ⊙    | 53,6      |             |
| Río Iro                                                    |              |         | ES6120025 | ⊙    | 273,8     |             |
| Cueva de las Mesas de Algar                                |              |         | ES6120026 | ⊙    | 84,1      |             |
| Salado de San Pedro                                        |              |         | ES6120027 | ⊙    | 115,8     |             |
| Río de La Jara                                             |              |         | ES6120028 | ⊙    | 20,5      |             |
| Búnker del Santuario de La Luz                             |              |         | ES6120029 | ⊙    | 2,8       |             |
| Cuevas de La Mujer y de Las Colmenas                       |              |         | ES6120030 | ⊙    | 48,0      |             |
| Ríos Guadiaro y Hozgarganta                                |              |         | ES6120031 | ⊙    | 380,8     |             |
| Estrecho Oriental                                          |              |         | ES6120032 | ⊙    | 23.642,2  |             |
| Fondos Marinos Marismas del Río Palmones                   |              |         | ES6120033 | ⊙    | 87,6      |             |
| Fondos Marinos Estuario del Río Guadiaro                   |              |         | ES6120034 | ⊙    | 107,4     |             |
| Sierra de Cardeña y Montoro                                |              |         | ES6130001 | ⊙    | 38.435,9  |             |
| Sierras Subbéticas                                         |              |         | ES6130002 | ⊙    | 32.055,7  |             |
| Sierra de Santa Eufemia                                    |              |         | ES6130003 | ⊙    | 10.656,2  |             |
| Río Guadalmez                                              |              |         | ES6130004 | ⊙    | 10.560,6  |             |
| Suroeste de La Sierra de Cardeña y Montoro                 |              |         | ES6130005 | ⊙    | 33.064,8  |             |
| Guadalmellato                                              |              |         | ES6130006 | ⊙    | 40.047,7  |             |
| Guadiato-Bembézar                                          |              |         | ES6130007 | ⊙    | 114.738,4 |             |
| Tramo Inferior del Río Guadajoz                            |              |         | ES6130008 | ⊙    | 480,0     |             |
| Ríos Cuzna y Gato                                          |              |         | ES6130009 | ⊙    | 205,2     |             |
| Río Guadamatilla y Arroyo del Tamujar                      |              |         | ES6130010 | ⊙    | 186,8     |             |
| Río Guadamatilla                                           |              |         | ES6130011 | ⊙    | 79,6      |             |
| Río Zújar                                                  |              |         | ES6130012 | ⊙    | 690,0     |             |
| Barrancos del Río Retortillo                               |              |         | ES6130013 | ⊙    | 519,6     |             |
| Arroyo de Ventas Nuevas                                    |              |         | ES6130014 | ⊙    | 12,8      |             |
| Río Guadalquivir -Tramo Medio                              |              |         | ES6130015 | ⊙    | 2.548,9   |             |
| Río Guadalbarbo                                            |              |         | ES6130016 | ⊙    | 44,2      |             |
| Sierra de Baza                                             |              |         | ES6140001 | ⊙    | 53.649,5  |             |
| Sierra de Castril                                          |              |         | ES6140002 | ⊙    | 12.695,3  |             |
| Sierra de Huétor                                           |              |         | ES6140003 | ⊙    | 12.128,6  |             |
| Sierra Nevada                                              |              |         | ES6140004 | ⊙    | 172.238,1 |             |
| Sierra de La Sagra                                         |              |         | ES6140005 | ⊙    | 46.212,8  |             |
| Sierra de Arana                                            |              |         | ES6140006 | ⊙    | 20.010,3  |             |
| Sierras del Campanario y Las Cabras                        |              |         | ES6140007 | ⊙    | 8.488,9   |             |
| Sierra de Loja                                             |              |         | ES6140008 | ⊙    | 26.027,2  |             |
| Sierra Nevada Noroeste                                     |              |         | ES6140009 | ⊙    | 801,1     |             |
| Sierra de Baza Norte                                       |              |         | ES6140010 | ⊙    | 1.303,9   |             |
| Sierra de Gualchos-Castell de Ferro                        |              |         | ES6140011 | ⊙    | 724,9     |             |
| La Malahá                                                  |              |         | ES6140012 | ⊙    | 693,4     |             |
| Acantilados y Fondos Marinos Tesorillo-Salobreña           |              |         | ES6140013 | ⊙    | 1.045,1   |             |
| Acantilados y Fondos Marinos de Calahonda-Castell de Ferro |              |         | ES6140014 | ⊙    | 972,7     |             |
| Barrancos del Río de Aguas Blancas                         |              |         | ES6140015 | ⊙    | 2.994,6   |             |
| Acantilados y Fondos Marinos de La Punta de La Mona        |              |         | ES6140016 | ⊙    | 124,9     |             |
| Laguna de El Portil                                        |              |         | ES6150001 | ⊙    | 1.265,6   |             |
| Enebrales de Punta Umbría                                  |              |         | ES6150002 | ⊙    | 187,6     |             |
| Estero de Domingo Rubio                                    |              |         | ES6150003 | ⊙    | 343,1     |             |
| Lagunas de Palos y Las Madres                              |              |         | ES6150004 | ⊙    | 649,0     |             |
| Marismas de Isla Cristina                                  |              |         | ES6150005 | ⊙    | 2.498,0   |             |
| Marismas del Río Piedras y Flecha del Rompido              |              |         | ES6150006 | ⊙    | 2.409,1   |             |
| Peñas de Aroche                                            |              |         | ES6150007 | ⊙    | 737,4     |             |
| Doñana Norte y Oeste                                       |              |         | ES6150009 | ⊙    | 18.587,4  |             |
| Andévalo Occidental                                        |              |         | ES6150010 | ⊙    | 52.980,9  |             |
| Dehesa del Estero y Montes de Moguer                       |              |         | ES6150012 | ⊙    | 2.918,9   |             |
| Dunas del Odiel                                            |              |         | ES6150013 | ⊙    | 64,4      |             |
| Marismas y Riberas del Tinto                               |              |         | ES6150014 | ⊙    | 3.016,7   |             |
| Isla de San Bruno                                          |              |         | ES6150015 | ⊙    | 376,7     |             |
| Acebuchal de Alpízar                                       |              |         | ES6150016 | ⊙    | 81,2      |             |
| Marisma de Las Carboneras                                  |              |         | ES6150017 | ⊙    | 263,4     |             |
| Río Guadiana y Ribera de Chanza                            |              |         | ES6150018 | ⊙    | 1.463,3   |             |
| Bajo Guadalquivir                                          |              |         | ES6150019 | ⊙    | 4.772,4   |             |
| Arroyo del Alamillo                                        |              |         | ES6150020 | ⊙    | 53,2      |             |
| Corredor Ecológico del Río Tinto                           |              |         | ES6150021 | ⊙    | 21.833,6  |             |
| Rivera de Chanza                                           |              |         | ES6150022 | ⊙    | 421,7     |             |
| Dehesa de Torrecuadros y Arroyo de Pilas                   |              |         | ES6150023 | ⊙    | 1.033,7   |             |
| El Jure                                                    |              |         | ES6150024 | ⊙    | 7,7       |             |
| Mina Carpio                                                |              |         | ES6150025 | ⊙    | 7,1       |             |
| Mina Sotiel Coronada                                       |              |         | ES6150026 | ⊙    | 2,4       |             |
| Mina Oriente                                               |              |         | ES6150027 | ⊙    | 7,5       |             |
| Estuario del Río Piedras                                   |              |         | ES6150028 | ⊙    | 443,2     |             |
| Estuario del Río Tinto                                     |              |         | ES6150029 | ⊙    | 1.166,6   |             |
| Laguna Honda                                               |              |         | ES6160001 | ⊙    | 327,1     |             |
| Alto Guadalquivir                                          |              |         | ES6160002 | ⊙    | 830,5     |             |
| Cascada de Cimbarra                                        |              |         | ES6160003 | ⊙    | 558,2     |             |
| Laguna Grande                                              |              |         | ES6160004 | ⊙    | 212,0     |             |
| Despeñaperros                                              |              |         | ES6160005 | ⊙    | 7.840,8   |             |
| Sierra de Andújar                                          |              |         | ES6160006 | ⊙    | 74.916,5  |             |
| Sierra Mágina                                              |              |         | ES6160007 | ⊙    | 19.960,6  |             |
| Cuencas del Rumblar, Guadalén y Guadalmena                 |              |         | ES6160008 | ⊙    | 179.083,7 |             |
| Estribaciones de Sierra Mágina                             |              |         | ES6160009 | ⊙    | 6.108,4   |             |
| Tramo Inferior del Río Guadalimar y Alto Guadalquivir      |              |         | ES6160010 | ⊙    | 817,7     |             |
| Río Guadiana Menor - Tramo Inferior                        |              |         | ES6160011 | ⊙    | 369,7     |             |
| Río Jándula                                                |              |         | ES6160012 | ⊙    | 77,1      |             |
| Río Guadalquivir Tramo Superior                            |              |         | ES6160013 | ⊙    | 258,2     |             |
| Río Guadalimar                                             |              |         | ES6160014 | ⊙    | 3.167,8   |             |
| Río Guadiana Menor - Tramo Superior                        |              |         | ES6160015 | ⊙    | 212,0     |             |
| Laguna de La Ratosa                                        |              |         | ES6170001 | ⊙    | 176,2     |             |
| Acantilados de Maro-Cerro Gordo                            |              |         | ES6170002 | ⊙    | 1.912,9   |             |
| Desfiladero de Los Gaitanes                                |              |         | ES6170003 | ⊙    | 2.179,6   |             |
| Los Reales de Sierra Bermeja                               |              |         | ES6170004 | ⊙    | 1.212,8   |             |
| Sierra Crestellina                                         |              |         | ES6170005 | ⊙    | 489,5     |             |
| Sierra de las Nieves                                       |              |         | ES6170006 | ⊙    | 20.131,8  |             |
| Sierras de Tejeda, Almijara y Alhama                       |              |         | ES6170007 | ⊙    | 40.657,3  |             |
| Sierras de Abdalajís y La Encantada Sur                    |              |         | ES6170008 | ⊙    | 2.745,9   |             |
| Sierras de Alcaparaín y Aguas                              |              |         | ES6170009 | ⊙    | 5.622,9   |             |
| Sierras Bermeja y Real                                     |              |         | ES6170010 | ⊙    | 30.824,2  |             |
| Sierra Blanca                                              |              |         | ES6170011 | ⊙    | 6.547,7   |             |
| Sierra de Camarolos                                        |              |         | ES6170012 | ⊙    | 8.690,9   |             |
| Sierra de Mollina                                          |              |         | ES6170013 | ⊙    | 826,3     |             |
| Lagunas de Campillos                                       |              |         | ES6170015 | ⊙    | 1.338,2   |             |
| Valle del Río del Genal                                    |              |         | ES6170016 | ⊙    | 23.555,1  |             |
| Río de Castor                                              |              |         | ES6170017 | ⊙    | 23,3      |             |
| Cueva de Belda I                                           |              |         | ES6170018 | ⊙    | 23,7      |             |
| Río Verde                                                  |              |         | ES6170019 | ⊙    | 226,0     |             |
| Río Guadaiza                                               |              |         | ES6170020 | ⊙    | 49,4      |             |
| Río Guadalmina                                             |              |         | ES6170021 | ⊙    | 45,8      |             |
| Río Fuengirola                                             |              |         | ES6170022 | ⊙    | 152,4     |             |
| Yeso III, Higuerones IX y El Marrubio                      |              |         | ES6170023 | ⊙    | 188,8     |             |
| Río Guadalmansa                                            |              |         | ES6170024 | ⊙    | 53,1      |             |
| Río Real                                                   |              |         | ES6170025 | ⊙    | 33,4      |             |
| Río del Padrón                                             |              |         | ES6170026 | ⊙    | 41,1      |             |
| Arroyo de La Cala                                          |              |         | ES6170027 | ⊙    | 16,8      |             |
| Río Guadalmedina                                           |              |         | ES6170028 | ⊙    | 82,1      |             |
| Río Manilva                                                |              |         | ES6170029 | ⊙    | 36,7      |             |
| Calahonda                                                  |              |         | ES6170030 | ⊙    | 1.404,2   |             |
| Río Guadiaro                                               |              |         | ES6170031 | ⊙    | 72,9      |             |
| Sierra Blanquilla                                          |              |         | ES6170032 | ⊙    | 1.547,0   |             |
| Ríos Guadalhorce, Fahalas y Pereilas                       |              |         | ES6170033 | ⊙    | 633,4     |             |
| Río Guadalevín                                             |              |         | ES6170034 | ⊙    | 66,1      |             |
| Fondos Marinos de La Bahía de Estepona                     |              |         | ES6170036 | ⊙    | 575,2     |             |
| El Saladillo - Punta de Baños                              |              |         | ES6170037 | ⊙    | 3.246,6   |             |
| Montes de Málaga                                           |              |         | ES6170038 | ⊙    | 4.992,9   |             |
| Complejo Endorreico de Utrera                              |              |         | ES6180001 | ⊙    | 1.066,4   |             |
| Complejo Endorreico de La Lantejuela                       |              |         | ES6180002 | ⊙    | 895,9     |             |
| Laguna del Gosque                                          |              |         | ES6180003 | ⊙    | 404,4     |             |
| Sierra de Alanís                                           |              |         | ES6180004 | ⊙    | 6.550,7   |             |
| Corredor Ecológico del Río Guadiamar                       |              |         | ES6180005 | ⊙    | 17.013,5  |             |
| Laguna de Coripe                                           |              |         | ES6180006 | ⊙    | 75,0      |             |
| Arroyo de Santiago, Salado de Morón y Matabueyes/Garrapata |              |         | ES6180007 | ⊙    | 700,6     |             |
| Río Viar                                                   |              |         | ES6180009 | ⊙    | 13,4      |             |
| Rivera de Cala                                             |              |         | ES6180010 | ⊙    | 20,1      |             |
| Río Corbones                                               |              |         | ES6180011 | ⊙    | 762,8     |             |
| Minas El Galayo y La Jabata                                |              |         | ES6180012 | ⊙    | 50,3      |             |
| Río Guadaira                                               |              |         | ES6180013 | ⊙    | 227,1     |             |
| Salado de Lebrija-Las Cabezas                              |              |         | ES6180014 | ⊙    | 405,4     |             |
| Mina El Abrevadero                                         |              |         | ES6180015 | ⊙    | 183,6     |             |
| Venta de Las Navas                                         |              |         | ES6180016 | ⊙    | 612,7     |             |